# Convento de la Purísima Concepción (El Puerto de Santa María)

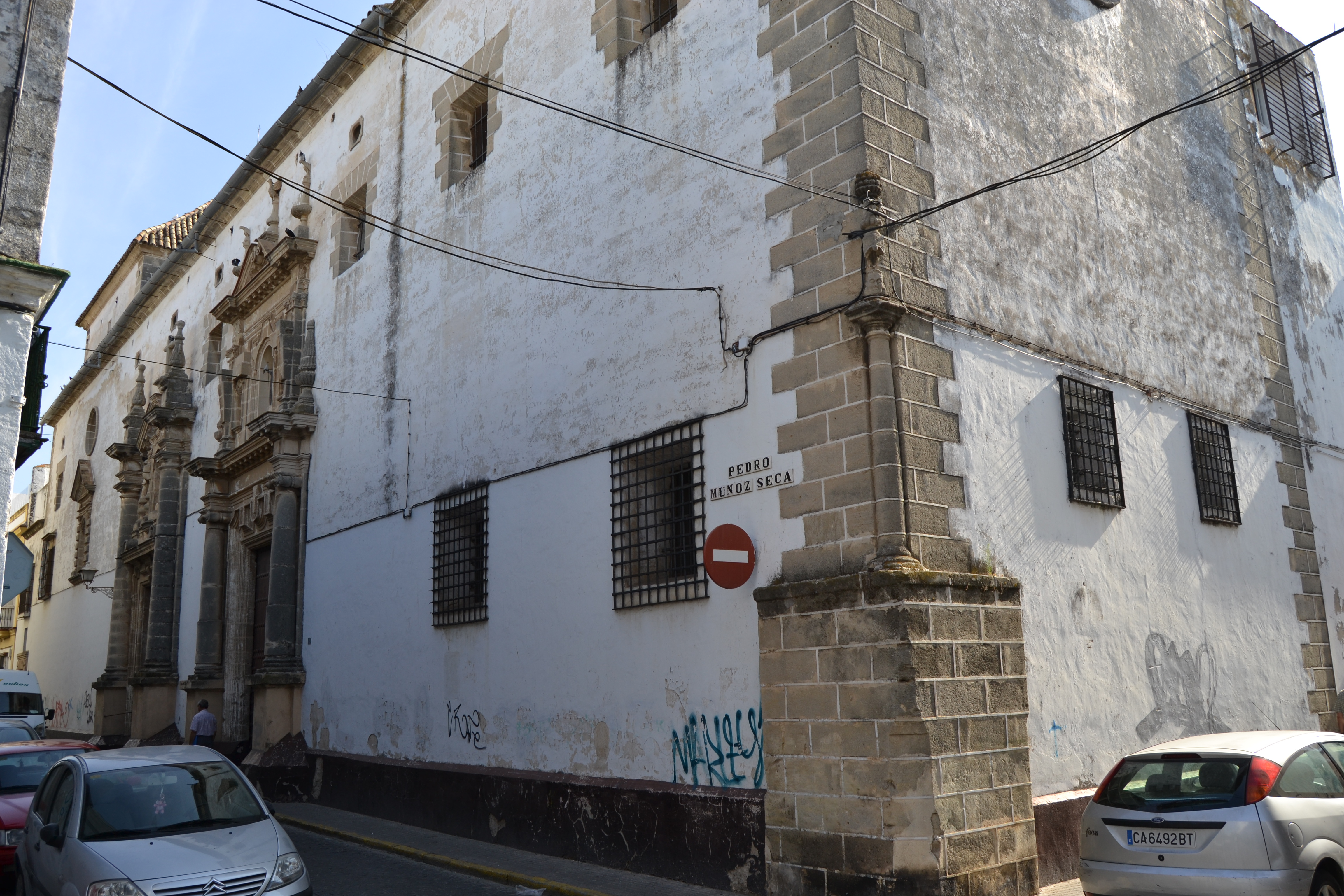
Vista del convento.

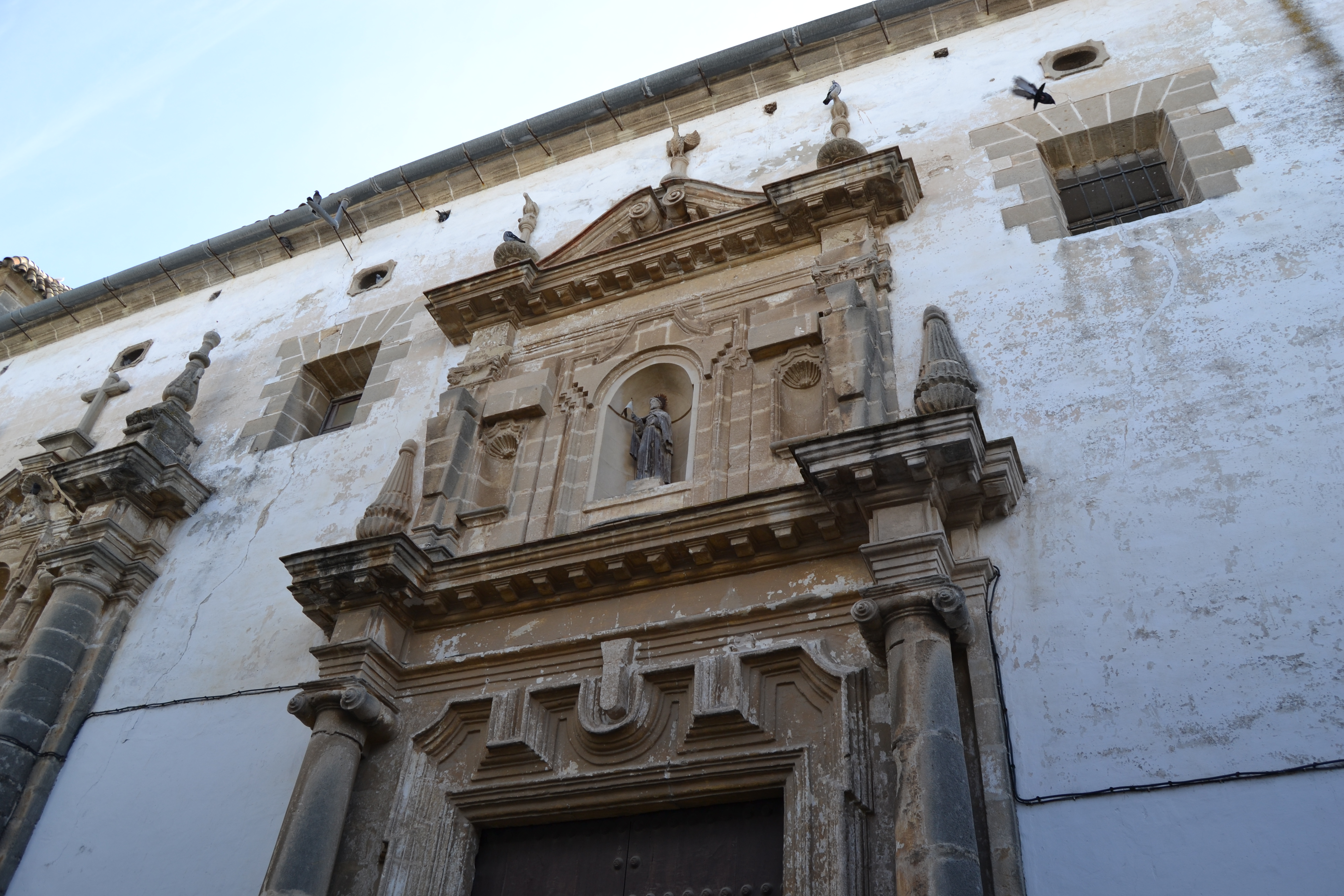
Detalle de una de las portadas barrocas.

El convento de la Purísima Concepción es un monasterio de clausura de monjas de la Orden de la Inmaculada Concepción (concepcionistas) en la ciudad andaluza de El Puerto de Santa María, en España. La fundación de este convento se remonta a comienzos del siglo XVI, en que se constituyó como hospital para pobres, al igual que el Convento del Espíritu Santo de la misma ciudad. La construcción actual data del primer tercio del siglo XVIII, con importantes reformas del siglo XX.
La iglesia del convento presenta doble portada de piedra en estilo barroco. Su interior es de nave única con bóveda de cañón, en la que destaca el retablo del altar mayor de 1757, con una escultura de la Inmaculada Concepción en el centro y un conjunto de azulejos de arista de origen sevillano de mediados del siglo XVI. El claustro de forma cuadrada, tiene siete arcadas por cada lado y una fuente del año 1737.